# Гусь (притока Оки)
Гусь (рос. Гусь) — річка в Рязанській і Владимирській областях Росії, ліва притока Оки. Довжина річки — 147 км, площа басейну — 3910 км².
Витоки знаходяться в районі села Арсамаки (Гусь-Хрустальний район Владимирської області), а гирло — за пристанню Забєліно Касимовського району Рязанської області.
Течія проходить здебільшого через лісисту місцевість, рідше через луки. Ширина — від 5 до 10 метрів, рідше, на поворотах, до 20.
Глибина 1-1,4 метра. Береги похилі, зарослі травою, чагарником і деревами.
У верхній течії збудовані дві штучні водойми — водосховище біля села Александровка (Гусь-Хрустальний район) і Міське водосховище міста Гусь-Хрустальний. Наповнення обох водосховищ відбувається за рахунок весняного стоку.
На річці розташовано багато поселень зі спорідненими назвами (Гусь-Хрустальний, Гусевський, Гусь-Желєзний, село Гусь-Парахіно, Гусевський Погост), а також різні ДОТ, турбази, профілакторії, дитячий санаторій біля Гусь-Желєзного.
За даними державного водного реєстру Росії, річка Гусь належить до Окського басейнового округу, водогосподарська ділянка річки — Ока від водомірного поста біля села Копоново до впадіння річки Мокша, річковий підбасейн річки — басейни приток Оки до впадіння Мокші. Річковий басейн річки — Ока.
Код об'єкта в державному водному реєстрі — 09010102312110000026498.

## Притоки (км від гирла)
- 12 км: Колп (лв)
- 20 км: Нарма (пр)
- 49 км: Місерва (пр)
- 55 км: Дандур (пр)
- 77 км: Нінур (пр)
- 84 км: струмок Сентур (Чорна Річка) (лв)
- 90 км: Нінор (Бочка) (пр)
- 100 км: Пинсур (пр)
- 103 км: Шершул (Єнпуш) (лв)
- 105 км: Насмур (пр)
- 112 км: Вєковка (лв)
- 122 км: Канава Смоляна[2]

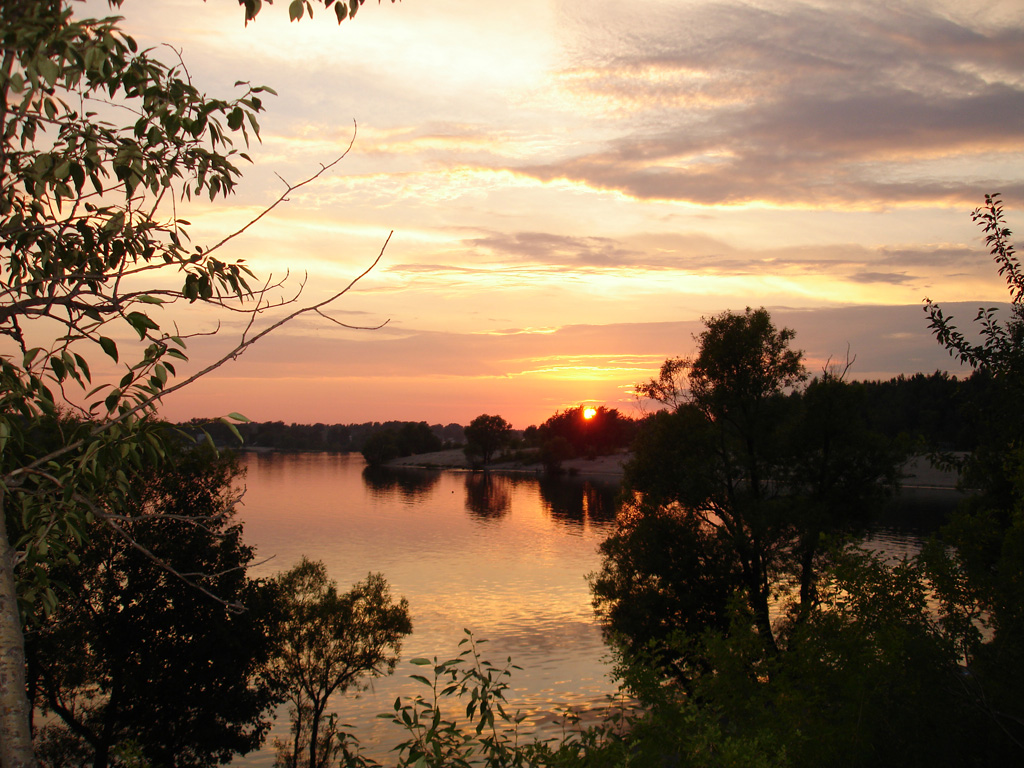
Водосховище на річці Гусь в селищі Гусь-Хрустальний
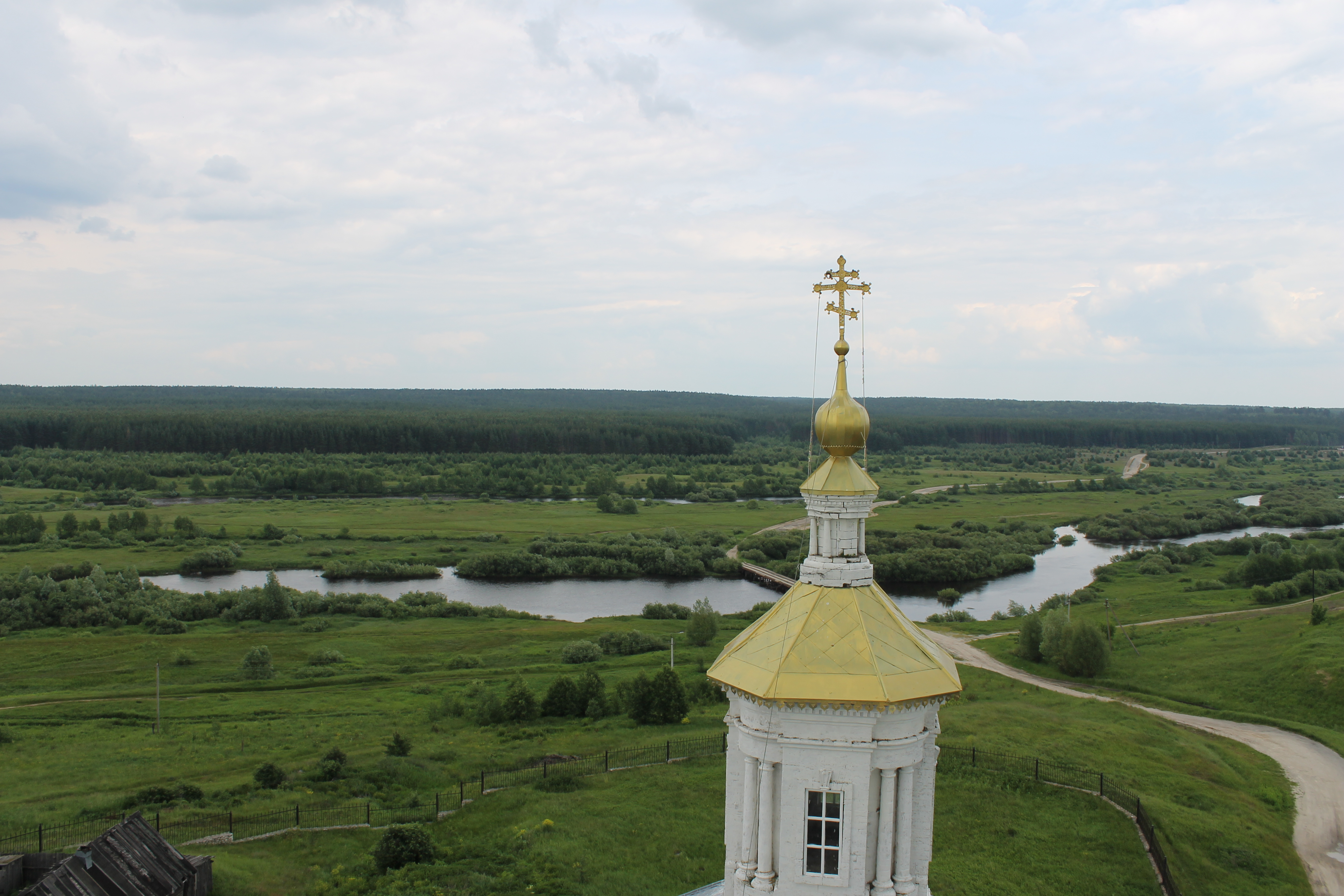
Річка Гусь у селі Погост Касимовського району
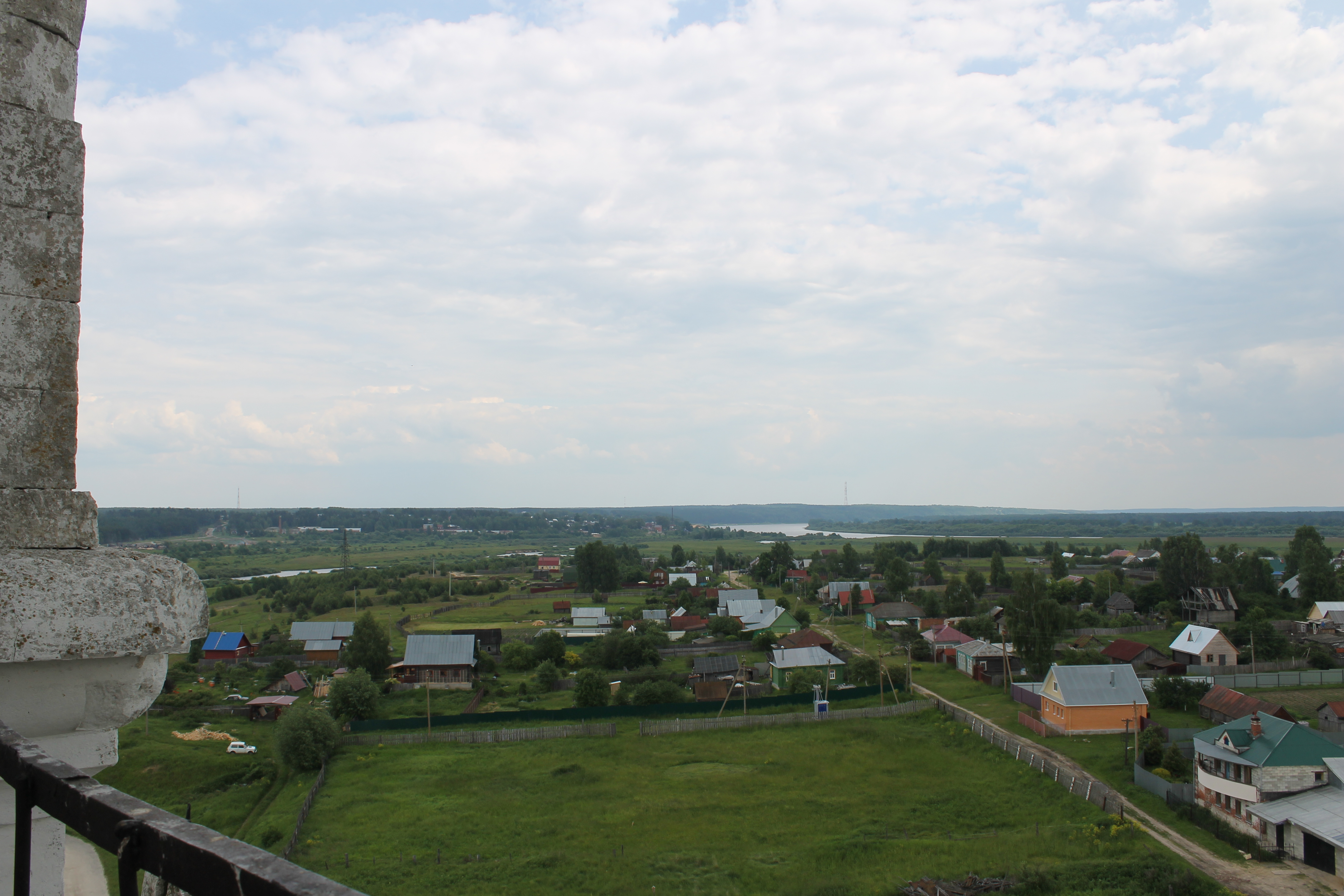
Впадіння річки Гусь в Оку